# Saison 28 de Détective Conan
 (octobre 2024).
Chronologie
Saison 27 de Détective Conan Saison 29 de Détective Conan
La saison 28 de Détective Conan est diffusée du 7 janvier 2023 au 23 décembre 2023 (épisode 1068 à 1108) sur Nippon TV. Elle est composée de 41 épisodes.
Le cinquante-sixième opening (épisode 1049 à 1076) s'intitule SPARKLE, et est interprété par Maki Oguro. Le cinquante-septième opening (épisode 1077 à 1101) s'intitule RAISE INSIGHT, et est interprété par le groupe WANDS.
Le cinquante-huitième opening (épisode 1102 à 1147) s'intitule Unraveling Love Sukoshi no Yūki et est interprété par la chanteuse Mai Kuraki.
Le soixante-septième ending (épisode 1058 à 1073) s'intitule Playmaker et est interprété par le groupe All at Once. Le soixante-huitième ending (épisode 1074 à 1087) s'intitule Kuufuku et est interprété par le groupe Konya, Anomachikara. Le soixante-neuvième ending (épisode 1088 à 1104) s'intitule …and Rescue Me et est interprété par Rainy。.
Le soixante dixième ending (épisode 1105 à 1131) s'intitule You and I et est interprété par la chanteuse Mai Kuraki 
| No | Titre français                                                                           | Titre japonais                               | Titre japonais                                       | Date de 1re diffusion |
| No | Titre français                                                                           | Kanji                                        | Rōmaji                                               | Date de 1re diffusion |
| --- | ---------------------------------------------------------------------------------------- | -------------------------------------------- | ---------------------------------------------------- | --------------------- |
| 1068 | Le carnet du détective de Mitsuhiko Tsuburaya                                            | 円谷光彦の探偵ノート                         | Tsuburaya Mitsuhiko no Tantei Nōto                   | 7 janvier 2023        |
| Grâce à Genta, Conan et les Detective Boys se voient offrir une pizza. En rentrant chez eux, chacun se fait dérober la boîte contenant leur part, boîtes qu’ils retrouvent ensuite par terre. Les enfants ne vont pas tarder à comprendre que leur mésaventure est liée au cambriolage d’une bijouterie… |                                                                                          |                                              |                                                      |                       |
| 1069 | Une voix suave au téléphone                                                              | 受話器ごしのスウィートボイス                 | Juwaki goshi no suu~ītoboisu                         | 14 janvier 2023       |
| Kogorô reçoit un appel de Mayako Nagamine, une cliente avec laquelle il a rendez-vous. La jeune femme l’informe d’un retard de cinq minutes, mais ne pointe toujours pas le bout de son nez après une demi-heure. Elle finit par rappeler et indique que son mari, de nature irascible, la prend en filature… |                                                                                          |                                              |                                                      |                       |
| 1070 | Une surprise marque le début d'une tragédie                                              | サプライズは悲劇のはじまり                   | Sapuraizu wa Higeki no Hajimari                      | 21 janvier 2023       |
| En quittant l’appartement d’un ami du professeur Agasa, Conan et les Detective Boys entendent un cri et se dirigent vers le logement d’où il provient. Ils font alors la connaissance de Mai Takigawa, une jeune femme venant de tuer son petit ami qu’elle prenait pour un voleur. |                                                                                          |                                              |                                                      |                       |
| 1071 | Les déductions télévisées de Yusaku Kudo - 1re partie (files : 1058-1060/tomes : 99-100) | 工藤優作の推理ショー(前編)                   | Kudō Yūsaku no Suiri Shō (Zenpen)                    | 28 janvier 2023       |
| En sortant des locaux de la police, Yûsaku est interpellé par des journalistes. Il leur révèle qu’il joue le rôle de consultant sur une série de meurtres en chambre close, affaire qu’il vient en partie de résoudre. Il devrait très bientôt découvrir l’identité du coupable, et annonce qu’il la dévoilera à l’occasion d’une émission télévisée... |                                                                                          |                                              |                                                      |                       |
| 1072 | Les déductions télévisées de Yusaku Kudo - 2e partie (files : 1058-1060/tomes : 99-100)  | 工藤優作の推理ショー(後編)                   | Kudō Yūsaku no Suiri Shō (Kōhen)                     | 4 février 2023        |
| À l’occasion d’une émission télévisée, Yûsaku devait lever le mystère sur une série de meurtres en chambre close, mais il se retrouve cloué au lit à cause d’une intoxication alimentaire. Son épouse, qui devait le remplacer au pied levé et être secondée par Conan, est à son tour souffrante. Le petit détective va alors recevoir une aide inattendue, celle de Kaito Kid. |                                                                                          |                                              |                                                      |                       |
| 1073 | Les détectives à la poursuite d'un voleur à l'arraché                                    | 探偵団の引ったくり大追跡                     | Tantei-dan no Hittakuri Dai Tsuiseki                 | 11 février 2023       |
| Ayumi voit un individu en veste rouge courir dans la rue et s’engouffrer dans un immeuble. Dix minutes plus tard, elle rencontre Shôsaku Kume, la victime d’un vol à l’arraché dont l’auteur n’est autre que l’homme à la veste rouge. On lui a dérobé un sac contenant son portefeuille et une grosse somme d’argent. La police va retrouver le fameux sac et la veste du voleur à côté d’un cadavre…                                                                                   |                                                                                          |                                              |                                                      |                       |
| 1074 | Voyage surprise au pays du Fugu - Le port de Moji & Kokura                               | てっちり対決ミステリーツアー(門司港・小倉編) | Tetchiri Taiketsu Misuterī Tsuā (Mojikō Kokura-hen)  | 18 février 2023       |
| Sollicités par Ooi, l’avocat rencontré lors de l’affaire de l’héritage de Yûzan Morikawa, Conan, Ran et Kogorô se rendent à Shimonoseki pour aider le gérant d’un restaurant séculaire à retrouver une marmite. Précieusement gardé dans un coffre, ce trésor familial lui a été dérobé. |                                                                                          |                                              |                                                      |                       |
| 1075 | Voyage surprise au pays du Fugu - Shimonoseki                                            | てっちり対決ミステリーツアー(下関編)         | Tetchiri Taiketsu Misuterī Tsuā (Shimonoseki-hen)    | 25 février 2023       |
| Expédié à l’hôpital par le voleur de la marmite des Izumiya, Kogorô s’en sort avec une grosse bosse sur la tête et poursuit son enquête, qui semble avancer dans la bonne direction. Accompagné par Conan et Ran, il rend de nouveau visite à Fujii et Daiehara, deux des quatre suspects de l’affaire. |                                                                                          |                                              |                                                      |                       |
| 1076 | Le projet secret d'un patron charismatique                                               | カリスマ社長の極秘計画                       | Karisuma Shachō no Gokuhi Keikaku                    | 4 mars 2023           |
| Conan et Kogorô tombent sur le corps d’un homme assassiné. Avant de mourir, la victime a écrit un message laissant perplexe les enquêteurs. Connaissant désormais son identité, Conan et la police se rendent dans l’immeuble du défunt pour interroger le concierge, et de fil en aiguille, ils vont découvrir un détail surprenant… |                                                                                          |                                              |                                                      |                       |
| WPS5 | Wild Police Story - Dossier Rei Furuya (file : 13/tome : 2 de Wild Police Story)         | 警察学校編 Wild Police Story CASE.降谷零     | Keisatsu Gakkō-hen Wild Police Story CASE.Furuya Rei | 11 mars 2023          |
| Pour les élèves de l’académie de police, c’est enfin le jour de la remise des diplômes. Rei se replonge dans les moments passés avec Morofushi, Matsuda, Date et Hagiwara, ses amis de la classe Onizuka. |                                                                                          |                                              |                                                      |                       |
| 1077 | La Machination des hommes en noir (chasse) (files : 1061-1066/tome : 100)                | 黒ずくめの謀略 (狩り)                        | Kurozukume no Bōryaku (Kari)                         | 25 mars 2023          |
| Sur le chemin de retour de l’école, Conan et ses amis évoquent les meurtres de quatre étrangers perpétrés ces derniers jours. Entendant soudainement un grand bruit, Conan se précipite et découvre le corps d’un étranger, probablement une nouvelle victime de cette série d’assassinats… |                                                                                          |                                              |                                                      |                       |
| 1078 | La Machination des hommes en noir (débarquement) (files : 1061-1066/tome : 100)          | 黒ずくめの謀略 (上陸)                        | Kurozukume no Bōryaku (Jōriku)                       | 1er avril 2023        |
| Après avoir essuyé un tir, la voiture de Camel est maintenant prise en chasse par les hommes en noir. Blessé par le coup de feu, Mark a besoin d’être soigné d’urgence, mais Camel aura fort à faire pour se débarrasser de ses poursuivants, surtout qu’ils sont au volant d’une Viper… |                                                                                          |                                              |                                                      |                       |
| 1079 | La Machination des hommes en noir (nature véritable) (files : 1061-1066/tome : 100)      | 黒ずくめの謀略 (正体)                        | Kurozukume no Bōryaku (Shōtai)                       | 8 avril 2023          |
| Camel se retrouve traqué par les hommes en noir sur l’île Umizaru. Aidé par Conan et Akai, il tente tant bien que mal de leur échapper et se cache dans la forêt, mais l’ennemi va s’appuyer sur l’intelligence machiavélique de Rum pour le débusquer… |                                                                                          |                                              |                                                      |                       |
| 1080 | Haibara sous l'œil des caméras                                                           | 灰原を狙うカメラ                             | Haibara o Nerau Kamera                               | 15 avril 2023         |
| Prologue du film 26, Afin de participer à une loterie dont le premier prix sera un voyage à Hachijôjima pour observer des baleines, Haibara et Conan doivent aller au grand magasin de Beika, mais s’arrêtent à un distributeur pour retirer de l’argent. Ils tombent sur Kogorô, qui vient juste de voir sa carte avalée par l’appareil. Conan émet alors l’hypothèse d’un potentiel piratage…                                                                                          |                                                                                          |                                              |                                                      |                       |
| 1081 | Pan, le chien intelligent                                                                | 愛犬パン君はおりこうさん                     | Aiken Pan-kun wa Orikō-san                           | 22 avril 2023         |
| Alors qu’ils s’amusaient dans un parc, Conan et les Detective Boys sont témoins d’une tentative d’agression envers une femme promenant son chien. Les enfants parviennent à faire fuir l’assaillant cagoulé, et, intrigués par cette histoire, décident de mener l’enquête pour démasquer le coupable. |                                                                                          |                                              |                                                      |                       |
| 1082 | La ruelle d'une triste trahison                                                          | 哀しみの裏切り横丁                           | Kanashimi no uragiri yokochō                         | 29 avril 2023         |
| Alors que Conan et Kogorô dégustent une pizza dans un petit restaurant de quartier tenu par un certain Yamaura, une pelleteuse vient défoncer l’un des murs du commerce. Le conducteur de l’engin indique avoir agi sur ordre du propriétaire de la ruelle. Une altercation éclate alors entre Yamaura et Kusumi, le fameux propriétaire. Plus tard, Kogorô découvre dans les toilettes Kusumi, inerte…                                                                                  |                                                                                          |                                              |                                                      |                       |
| 1083 | Dans les coulisses d'un match de J-League                                                | Jリーグ決戦の舞台裏                          | J Rīgu Kessen no Butaiura                            | 13 mai 2023           |
| À l’occasion des trente ans de la création de la J. League, un match a lieu entre Kawasaki Frontale et le FC Tokyo. Grâce à un tirage au sort, Conan et ses amis obtiennent le droit de disputer une rencontre amicale aux côtés des professionnels de Kawasaki Frontale. |                                                                                          |                                              |                                                      |                       |
| 1084 | Les Hommes en froid                                                                      | 冷え切った男達                               | Hie Kitta Otokotachi                                 | 20 mai 2023           |
| Accompagné à l’hôpital par Conan et Ran, Kogorô fait la connaissance d’employés de chez Aizawa Foods, une petite entreprise alimentaire. Le patron de la société a été hospitalisé après avoir été retrouvé dans une chambre froide. |                                                                                          |                                              |                                                      |                       |
| 1085 | Rencontre funeste avec le destin - 1re partie (files : 1067-1069/tome : 100)             | 不吉な縁結び (前編)                          | Fukitsuna Enmusubi (Zenpen)                          | 3 juin 2023           |
| Kazuha débarque à Tokyo sans Hattori afin de se rendre au sanctuaire Haido en compagnie de Ran. Elle compte y acheter une amulette grâce à laquelle elle parviendra à conquérir le cœur de Hattori. Conan accompagne les deux lycéennes et va remarquer sur place la présence de Hattori… |                                                                                          |                                              |                                                      |                       |
| 1086 | Rencontre funeste avec le destin - 2e partie (files : 1067-1069/tome : 100)              | 不吉な縁結び (後編)                          | Fukitsuna Enmusubi (Kōhen)                           | 10 juin 2023          |
| L'enquête continue.Mais les lycéennes suspectent de plus en plus l'homme masqué.Ont elles découvert son identité ? |                                                                                          |                                              |                                                      |                       |
| 1087 | Le journal d'enquête d'Ayumi III                                                         | 歩美の絵日記事件簿3                          | Ayumi no Enikki Jiken-bo Surī                        | 17 juin 2023          |
| 1088 | Une victime malchanceuse et suspecte                                                     | 不運で不審な被害者                           | Fūn de Fushin'na Higaisha                            | 24 juin 2023          |
| 1089 | Un restaurant prodigieux                                                                 | 天才レストラン                               | Tensai Resutoran                                     | 8 juillet 2023        |
| 1090 | L'assassin disparu dans le quartier endormi                                              | 眠れる街に消えた犯人                         | Nemureru Machi ni Kieta Han'nin                      | 15 juillet 2023       |
| 1091 | Une enquête entre filles                                                                 | 女子会ミステリー                             | Onagokai misuterī                                    | 22 juillet 2023       |
| 1092 | En planque II                                                                            | 張り込み2                                    | Harikomi Tsū                                         | 29 juillet 2023       |
| 1093 | La capsule temporelle d'Akemi Miyano - 1re partie (files : 1070-1072/tomes : 101)        | 宮野明美のタイムカプセル (前編)              | Miyano Akemi no Taimu Kapuseru (Zenpen)              | 5 août 2023           |
| 1094 | La capsule temporelle d'Akemi Miyano - 2e partie (files : 1070-1072/tomes : 101)         | 宮野明美のタイムカプセル (後編)              | Miyano Akemi no Taimu Kapuseru (Kōhen)               | 12 août 2023          |
| Venus s’occuper des lapins de leur école, les Detective Boys rencontrent un groupe de gens participant à la réunion d’anciens élèves de cet établissement. Ces ex-écoliers vont se mettre à la recherche d’une capsule temporelle enterrée par leur ancienne camarade de classe Akemi Miyano, la sœur d’Ai Haibara à qui elle a laissé un message. |                                                                                          |                                              |                                                      |                       |
| 1095 | Le rêve d'un disparu                                                                     | 消えた男の夢                                 | Kieta otoko no yume                                  | 2 septembre 2023      |
| 1096 | Le carnet du détective de Mitsuhiko Tsuburaya II                                         | 円谷光彦の探偵ノート 2                       | Tsuburaya Mitsuhiko no Tantei Nōto Tsū               | 9 septembre 2023      |
| 1097 | Serais-je l'assassin ?                                                                   | 私がやりましたか？                           | Watashi ga yarimashita ka ?                          | 16 septembre 2023     |
| 1098 | Chihaya Hagiwara, la déesse du vent - 1re partie (files : 1073-1075/tomes : 101)         | 風の女神 · 萩原千速 (前編)                   | Kaze no Megami · Hagiwara Chihaya (Zenpen)           | 23 septembre 2023     |
| Kogoro , Ran et Sonoko vont à Kanagawa pour goûter à la cuisine française dans un restaurant appelé "Déesse du Vent" .Conan et le professeur devaient les rejoindre avec Détectives Boys mais ils ont préféré rester chez le professeur car Ai Haibara était traumatisée par les évènements précédents.Sur le chemin une agente de police les arrête pour excès de vitesse.Malheureusement le professeur se fait kidnapper .Conan part à la poursuite et à la recherche des kidnnapeurs. |                                                                                          |                                              |                                                      |                       |
| 1099 | Chihaya Hagiwara, la déesse du vent - 2e partie (files : 1073-1075/tomes : 101)          | 風の女神 · 萩原千速 (後編)                   | Kaze no Megami · Hagiwara Chihaya (Kōhen)            | 30 septembre 2023     |
| Conan a finalement fait connaissance avec l'agente de police Chihaya Hagiwara .Alors que le jeune garçon a finalement localisé le professeur. Les deux décident alors d'enquêter ensemble. |                                                                                          |                                              |                                                      |                       |
| 1100 | 20 Millions de Yens Douteux                                                              | 疑惑の2000万円                               | Giwaku no Nissen Man-en                              | 14 octobre 2023       |
| Une cliente se rend à l'agence Mouri et s'avère être une femme qui venait de perdre son mari ; selon elle, cet homme est décédé dans un accident de la route il y a trois mois. Mais en examinant, ses affaires, elle remarque une grosse pile de billets de banque, avec un total de 20 millions de yens. |                                                                                          |                                              |                                                      |                       |
| 1101 | La fierté de l'immortel                                                                  | 不死身男のプライド                           | Fujimi Otoko no Puraido                              | 21 octobre 2023       |
| 1102 | Akabeko et les trois Fuku                                                                | 赤べこと３人の福男                           | Akabeko to San'nin no Fukuotoko                      | 4 novembre 2023       |
| Conan Ran et Sonoko visitent une exposition d'une artiste et assistent à une cérémonie . Malheureusement l'artiste a été retrouvée morte étranglée et a laissé un message. |                                                                                          |                                              |                                                      |                       |
| 1103 | Un parfum de crime dans un roman jeunesse                                                | 青春小説に罪の匂い                           | Seishun Shōsetsu ni Tsumi no Nioi                    | 11 novembre 2023      |
| 1104 | Le coupable est en cavale                                                                | 真犯人は逃走中                               | Shinhan'nin wa Tōsō-chū                              | 18 novembre 2023      |
| 1105 | Kid contre Amuro : La frange de la reine - 1re partie (files : 1076-1078/tomes : 101)    | キッドvs安室 王妃の前髪（前編）              | Kiddo Vāsasu Amuro Kuīnzu Bangu (Zenpen)             | 2 décembre 2023       |
| 1106 | Kid contre Amuro : La frange de la reine - 2e partie (files : 1076-1078/tomes : 101)     | キッドvs安室 王妃の前髪(後編)                | Kiddo Vāsasu Amuro Kuīnzu Bangu (Kōhen)              | 9 décembre 2023       |
| 1107 | Je suis victime d'un piège                                                               | ハメられたのは私                             | Hamerareta no wa watashi                             | 16 décembre 2023      |
| 1108 | Le secret caché par les cartes                                                           | カードに伏せられた秘密                       |                                                      | 23 décembre 2023      |